# Gastronomia de Guinea Equatorial
La gastronomia de Guinea Equatorial és una mescla de les cuines de les tribus natives, així com l'espanyola (la seva metròpoli colonial) i la dels estats islàmics com Marroc. Com a nació més rica a l'oest d'Àfrica, la seva cuina incorpora diverses carns. Peix i pollastre són plats comuns. També els xilis i altres espècies són molt populars. Guinea Equatorial mai ha estat una nació particularment poderosa i la seva cuina ha estat influenciada per altres nacions durant segles. Les especialitats nacionals inclouen diversos aliments:
- Pollastre servit en una salsa de mantega de cacauet, crema d'arròs o plàtans bullits.
- Carn o peix a la planxa amb llavors de carabassa moltes servit en fulles.
- La iuca és un aliment bàsic.
- La batata, el nyam i el plàtan són els ingredients més populars.[3]

Les begudes típiques inclouen malamba, una beguda de canya de sucre, i osang, un te africà. Així com la cervesa i el vi de palma, una beguda alcohòlica creada a partir de la saba de diverses espècies de palmera com el Borassus i els cocoters són produïdes localment.